# 씨 없는 열매
씨 없는 열매 또는 씨 없는 과일은 성숙한 씨가 없도록 개발된 과일이다. 씨 없는 과일을 먹는 것이 일반적으로 더 쉽고 편리하기 때문에 상업적으로 가치가 있는 것으로 간주된다.
상업적으로 생산되는 대부분의 씨 없는 과일은 일반적으로 과일 과육 전체에 분포된 상대적으로 크고 단단한 많은 씨앗을 포함하는 식물에서 개발되었다.

## 품종
씨 없는 과일의 일반적인 종류로는 수박, 토마토, 포도(예: Termarina rossa)가 있다. 또한 오렌지, 레몬, 라임과 같은 씨 없는 감귤류 과일이 많이 있다.
지난 20년에 걸친 최근의 발전은 씨 없는 달콤한 고추(Capsicum annuum)의 발전이었다. 씨 없는 식물은 고추 식물의 웅성 불임(일반적으로 발생)과 씨 없는 열매(수정 없이 자연적으로 열매 맺음)를 맺는 능력을 결합한다. 웅성 불임 식물에서 단위결과성은 변형된 과일이 있는 식물에서만 산발적으로 나타난다. 씨방 종자에서 제공되는 식물 호르몬(예: 옥신 및 지베렐린)이 착과 및 성장을 촉진하여 씨 없는 열매를 생산하는 것으로 보고되었다. 처음에는 과일에 씨앗이 없었기 때문에 영양 번식이 필수적이었다. 그러나 이제 씨 없는 수박과 마찬가지로 씨 없는 고추도 씨에서 자랄 수 있다.